# Trujillo (stato)
Trujillo è il meno esteso e popolato fra i tre stati andini venezuelani (km² 7.400 -750. 000 abitanti circa). È occupato in massima parte dalla Cordigliera di Mérida, facente parte della catena delle Ande, anche se presenta ad occidente una zona pianeggiante abbastanza estesa prospiciente il lago di Maracaibo. La cima più alta dello Stato è la Teta de Niquitao, posta a 4.006 msm. Il clima, strettamente connesso all'altezza, sfiora una media annua di 30 °C nella zona si Santa Apolonia, per scendere al di sotto dei 10 °C nelle zone di alta montagna, poste al di sopra dei 3.000 metri. Le zone più densamente popolate, situate generalmente fra i 500 e i 1.800 m s.l.m. presentano temperature medie annue comprese fra i 15 °C e i 25 °C.
Gli Spagnoli iniziarono ad occupare stabilmente la regione attorno alla metà del Cinquecento, mescolandosi gradualmente con le popolazioni autoctone. Nel 1557 venne fondata la città di Trujillo, base per la creazione di nuovi nuclei urbani e stanziamenti rurali in zona. Nel 1863 il territorio si costituì in unità statuale autonoma nel quadro della federazione venezuelana, ma nel 1881, a seguito di una diversa riorganizzazione territoriale del Venezuela, venne integrato in uno Stato andino (Estado del los Andes) da cui si separò nel 1899, tornando ad assumere la propria autonomia che ha mantenuto fino ai giorni nostri.
Capitale dello Stato è Trujillo, con 38.000 residenti nel nucleo urbano che salgono a 50.000 circa considerando l'intero municipio (censimento del 2001), che si trova a 794 m sul versante andino nord-occidentale. Trujillo non è tuttavia la città più popolosa dello Stato, essendo superata, per numero di abitanti, sia da Valera (128.000 abitanti nel territorio municipale, secondo il censimento del 2001) che da Boconó (con oltre 50.000 residenti nel perimetro urbano e 79.000 nell'intero municipio, sempre secondo i dati del 2001).
L'agricoltura (caffè, banane, patate, canna da zucchero, ecc.) e l'allevamento (bovini, suini ma anche ovini) continuano a costituire, come in passato, importanti fonti di sostentamento ed introiti per la popolazione dello Stato. A Boconó e in altri centri si è andato sviluppando, a partire dagli anni novanta del Novecento, l'allevamento di trote).
Grande sviluppo ha avuto negli ultimi decenni l'industria turistica e le attività terziarie ad essa connesse. Il fascino incontaminato di molte zone, la bellezza delle Ande venezuelane e il carattere socievole ed ospitale degli abitanti giustificano da soli la presenza di consistenti flussi turistici dal resto del Venezuela e dall'estero.

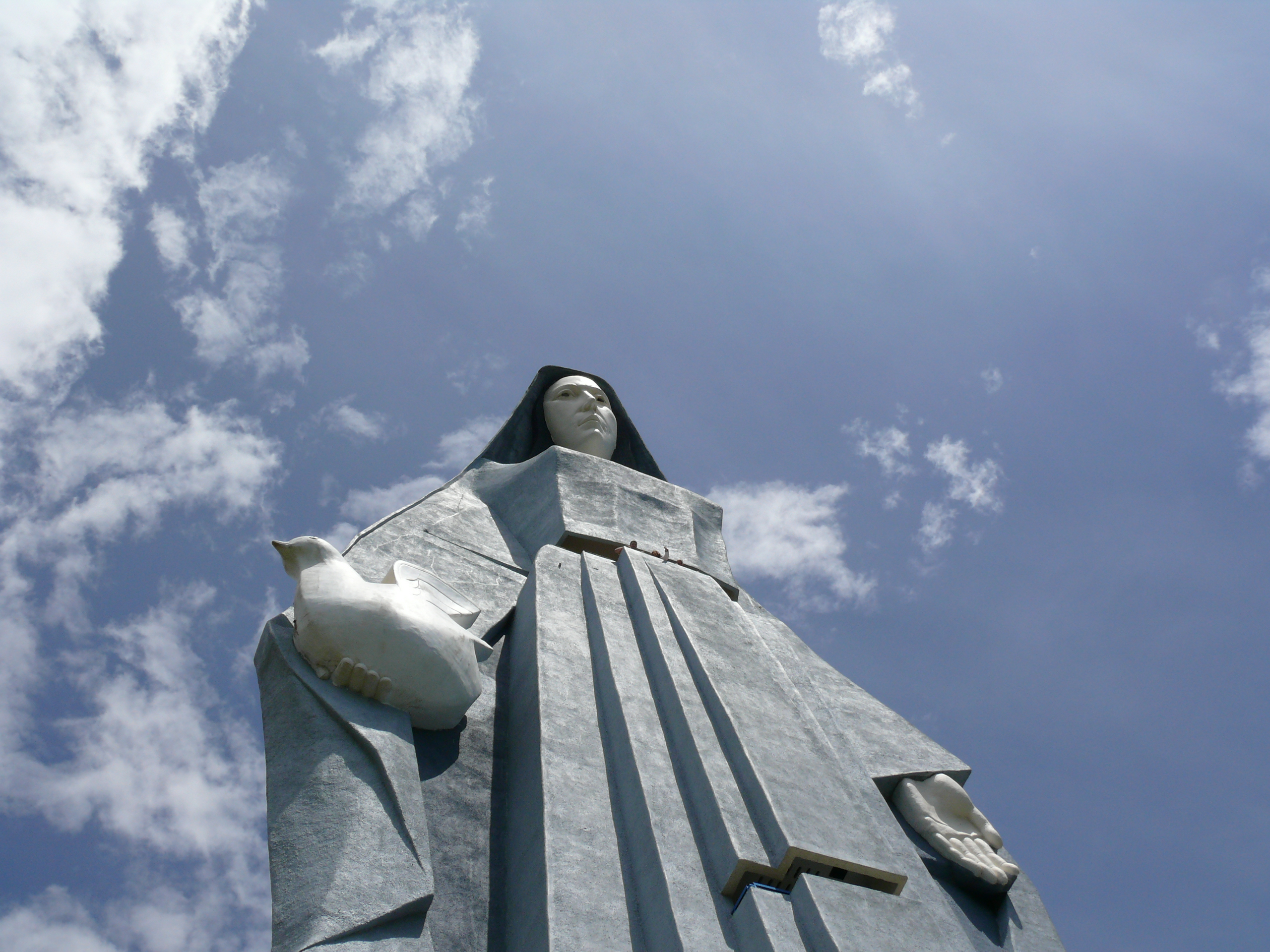
Statua della Madonna della Pace.

Nel capoluogo Trujillo si trova la statua della Madonna della Pace che, con i suoi 46,72 metri di altezza, è la più alta statua abitabile del continente americano.

## Comuni e capoluoghi
1. Andrés Bello (Santa Isabel)
2. Boconó (Boconó)
3. Bolívar (Sabana Grande)
4. Candelaria (Chejendé)
5. Carache (Carache)
6. Escuque (Escuque)

Suddivisione territoriale dello Stato Trujillo (municipi)

7. José Felipe Márquez Cañizales (El Paradero)
8. José Vicente Campo Elías (Campo Elías)
9. La Ceiba (Santa Apolonia)
10. Miranda (El Dividive)
11. Monte Carmelo (Monte Carmelo)
12. Motatán (Motatán)
13. Pampán (Pampán)
14. Pampanito (Pampanito)
15. Rafael Rangel (Betijoque)
16. San Rafael de Carvajal (Carvajal)
17. Sucre (Sabana de Mendoza)
18. Trujillo (Trujillo)
19. Urdaneta (La Quebrada)
20. Valera (Valera)